# Angela Watkinson
Pour les articles homonymes, voir Watkinson.
Angela Eileen Watkinson (née Ellicott ; le 18 novembre 1941) est une femme politique britannique. Elle est députée du Parti conservateur pour Hornchurch et Upminster jusqu'en 2017, et est élue pour la première fois en 2001 au siège antérieur d'Upminster, battant Keith Darvill du Parti travailliste.

## Jeunesse
Née à Leytonstone, Essex, elle fréquente le Wanstead County High School (un lycée, maintenant Wanstead High School) sur Redbridge Lane West à Wanstead. En 1989, elle obtient un certificat national supérieur en administration publique de l'Anglia Higher Education College. Elle travaille pour la Bank of New South Wales (depuis 1982 la Westpac Banking Corporation) de 1958 à 1964 et devient secrétaire en 1976 d'une école spéciale dans l'Essex, qui aide les enfants handicapés physiques avec des cours d'Équitation. En 1988, elle devient commis au conseil d'administration d'une école, puis commis au comité du Barking and Dagenham London Borough Council de 1988 à 1989. De 1989 à 1994, elle est directrice de comité pour le conseil de district de Basildon. Elle est conseillère au Havering London Borough Council de 1994 à 1998 et au conseil du comté d'Essex, pour la circonscription de Billericay North, de 1997 à 2001.

## Carrière parlementaire
Watkinson est membre du Monday Club conservateur mais démissionne en octobre 2001 lorsque le chef conservateur nouvellement élu Iain Duncan Smith suspend les liens de son parti avec le groupe. Il déclare que les vues du club sur la race et l'immigration sont incompatibles avec ses projets de réforme du parti, et Watkinson est l'un des trois députés conservateurs forcés de quitter le groupe ,. Opposée à l'avortement, elle présente le 14 juin 2006 un projet de loi d'initiative parlementaire qui aurait contraint les médecins proposant des avortements ou des conseils en matière de contraception aux moins de 16 ans à informer les parents de l'enfant. Les députés votent par 159 voix contre 87 pour rejeter le projet de loi.
Lors d'une conférence de presse le 13 mars 2007, Watkinson a déclaré que "toute la prémisse de l'éducation sexuelle est fausse" . Watkinson fait partie d'une douzaine de députés qui désapprouvent chaque texte de loi favorable à l'homosexualité à la Chambre des communes . Une exception a été son vote en faveur de la deuxième lecture du projet de loi sur le mariage (couples homosexuels) le 5 février 2013 .
Elle est nommée Dame Commandeur de l'Ordre de l'Empire britannique (DBE) dans les honneurs du Nouvel An 2013 pour le service public et politique.
Malgré son positionnement en tant qu'«eurosceptique de toute une vie» de droite, elle soutient la campagne Remain en 2016 et s'est opposée au Brexit avant le référendum d'adhésion à l'Union européenne de 2016 .
Le 19 avril 2017, Watkinson annonce qu'elle ne se présenterait pas aux élections générales de 2017 .

## Vie privée
Elle vit dans l'Essex et Westminster et est membre et ancienne de l'Église réformée unie. Elle est membre du Conservative Christian Fellowship. Elle épouse Roy Watkinson, un officier de la police métropolitaine, en 1961 dans l'Essex; le couple a un fils et deux filles.